# Julio Llamazares
Julio Alonso Llamazares (né le 28 mars 1955 à Vegamián (Province de León, Espagne)) est un écrivain, poète et journaliste espagnol.

## Biographie

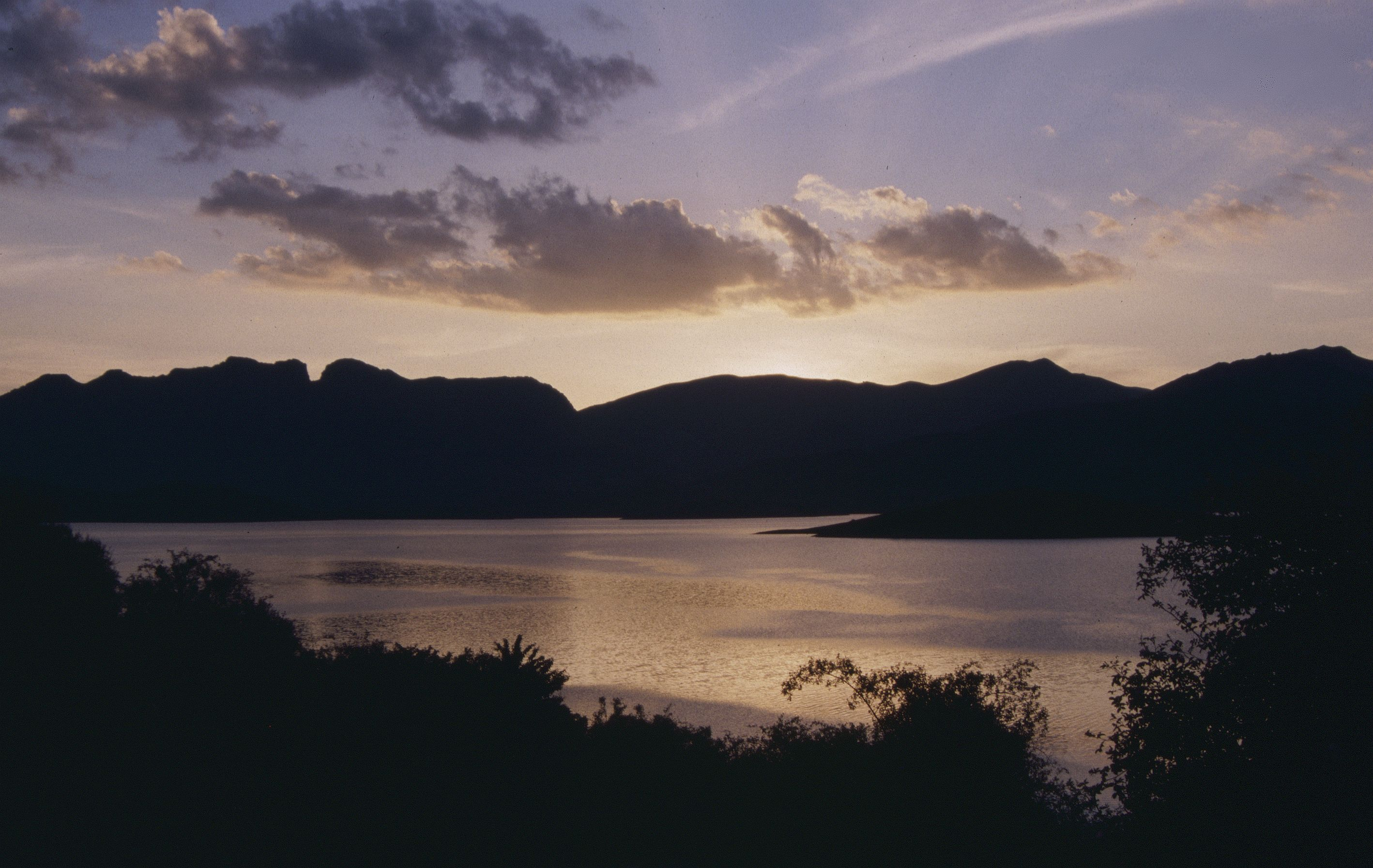
Le barrage du Porma

Julio Alonso Llamazares naît dans le petit village de Vegamián où réside sa famille. Son père Nemesio Alonso y travaille comme instituteur, mais la famille est originaire de Mata de la Bérbula ou La Matica. la construction du barrage du Porma contraint à l'abandon du village que les eaux vont engloutir. Le barrage est construit par l’ingénieur Juan Benet, lui-même écrivain. La famille se déplace alors au village de Olleros de Sabero. L’enfance dans ces deux villages marque pour une part importante l’œuvre future de l’écrivain.
Après une licence en droit, il travaille quelque temps comme avocat, mais devient journaliste de presse écrite, de radio et de télévision à Madrid.
Il commence par publier de la poésie (La Lentitud de los bueyes) en 1979, avant de faire paraître, en 1985, son premier roman, Lune de loups (Luna de Lobos). En 1988 est publié La Pluie jaune (La Lluvia amarilla. Ces deux ouvrages sont lauréats du Prix national de littérature. En 2016, finaliste à ce même prix pour Distintas formas de mirar el agua, il annonce qu’il n’est pas candidat et le refusera s’il lui est attribué.
Le cinéma est une autre de ses activités, en tant que scénariste. En 1984 il joue son propre rôle dans El Filandón (« La veillée ») du cinéaste José Maria Martin Sarmiento : des auteurs se réunissent une nuit dans un ermitage du León et chacun raconte son histoire. Julio Llamazares (Retrato de bañista) évoque le retour dans son village englouti fantomatique, momentanément réapparu lors de l’assèchement du barrage. En 1999, il obtient le prix de la Semaine internationale de la critique du Festival international de Cannes.

## Œuvres
Les œuvres de Julio Llamazares, marquées par une grande poésie et un raffinement de l’écriture, peuvent se répartir entre :

### Romans
- Luna de lobos (Seix Barral, 1985) Publié en français sous le titre Lune de loups, traduit par Raphaël Carrasco et Claire Decaëns, Lagrasse, Éditions Verdier, coll. « Otra memoria », 1988  (ISBN 2-86432-076-2) ; réédition, Lagrasse, Verdier, coll. « Verdier poche. Littérature espagnole », 2009  (ISBN 978-2-86432-551-2)
- La lluvia amarilla (Seix Barral, 1988) Publié en français sous le titre La Pluie jaune, traduit par Michèle Planel, Lagrasse, Éditions Verdier, coll. « Otra memoria », 1990  (ISBN 2-86432-105-X) ; réédition, Lagrasse, Verdier, coll. « Verdier poche. Littérature espagnole », 2009  (ISBN 978-2-86432-583-3)
- Escenas de cine mudo (Seix Barral, 1994) Publié en français sous le titre Scènes de cinéma muet, traduit par Michèle Planel, Lagrasse, Éditions Verdier, coll. « Otra memoria », 1997  (ISBN 2-86432-260-9)
- El río del olvido. Viage (Seix Barral, 1990) Publié en français sous le titre La Rivière de l’oubli, traduit par Jean-Baptiste Grasset, Lagrasse, Éditions Verdier, coll. « Otra memoria », 1991  (ISBN 2-86432-139-4)
- El cielo de Madrid (Alfaguara, 2005)
- Las lágrimas de San Lorenzo (2013)

finaliste du prix de la critique de Castille-et-Leon
- Distintas formas de mirar el agua (2015)

finaliste du prix de la critique de Castille-et-Leon

### Recueils de nouvelles
- En mitad de ninguna parte (Ollero y Ramos, 1995)
- Tres historias verdaderas (Ollero y Ramos, 1998)
- Tanta pasión para nada (2011)

### Poésie
- La lentitud de los bueyes (Hiperión, 1979)  Publié en français sous le titre La Lenteur des bœufs (suivi de) Mémoire de la neige, traduit par Bernard Lesfargues, édition bilingue, Église-Neuve d'Issac, Fédérop, 1995  (ISBN 2-85792-092-X)
- Memoria de la nieve (Hiperón, 1982) Publié en français sous le titre Mémoire de la neige (précédé de) La Lenteur des bœufs, traduit par Bernard Lesfargues, édition bilingue, Église-Neuve d'Issac, Fédérop, 1995  (ISBN 2-85792-092-X)
- Versos y ortigas (Poesía 1973-2008) (2009)

### Essais
- El entierro de Genarín: Evangelio apócrifo del último heterodoxo español (1981), Ediciones B
- En Babia (1991), articles de presse, Seix Barral
- En mitad de ninguna parte (1995), articles de presse, Ollero y Ramos
- Nadie escucha (1997), articles de presse
- Los viajeros de Madrid (1998), articles de presse, Ollero y Ramos
- Modernos y elegantes (2006), articles de presse
- Entre perro y lobo (2008), articles de presse

### Journaux de voyage
- El río del olvido (1990)
- Trás-os-montes (1998)
- Cuaderno del Duero (1999)
- Las rosas de piedra (2008)
- Atlas de la España imaginaria (2015)
- El viaje de Don Quijote (2016)

### Anthologies
- Antología y voz: El búho viajero (2007)

## Filmographie

### Scénariste
- 1985 : El filandón, film espagnol réalisé par José María Martín Sarmiento, segment Retrato de un bañista
- 1987 : Luna de lobos, film espagnol réalisé par Julio Sánchez Valdés, adaptation par Llamazares de son roman éponyme avec l'aide du réalisateur
- 1991 : La fuente de la edad, film espagnol réalisé par Julio Sánchez Valdés, adaptation par Llamazares du roman éponyme de Luis Mateo Díez
- 1995 : El techo del mundo, film espagnol réalisé par Felipe Vega, scénario original de Llamazares et du réalisateur
- 1999 : Flores de otro mundo, film espagnol réalisé par Icíar Bollaín, scénario original de Llamazares et du réalisateur
- 2008 : Eloxio da distancia, documentaire espagnol écrit et réalisé par Felipe Vega et Julio Llamazares

### Adaptation de ses œuvres par des tiers
- 2008 : Bendito Canalla, film espagnol réalisé par Nacho Chueca